# Diwnynśke
Diwnynśke (ukr. Дівнинське) – wieś na Ukrainie, w obwodzie zaporoskim, w rejonie melitopolskim, w hromadzie Ołeksandriwka. W 2001 liczyła 668 mieszkańców, spośród których 97 wskazało jako ojczysty język ukraiński, 521 rosyjski, 1 bułgarski, 3 białoruski, a 46 inny.